# Vieux-Villez
Vieux-Villez foi uma antiga comuna francesa na região administrativa da Normandia, no departamento de Eure. Estendia-se por uma área de 2,58 km². Em 2010 a comuna tinha 212 habitantes (densidade: 82,2 hab./km²).
Em 1 de janeiro de 2016, passou a formar parte da nova comuna de Le Val-d'Hazey.